# Die buckligen Musikanten
Die buckligen Musikanten ist eine der Aachener Sagen und Legenden. Die Erzählung berichtet von einem Musikanten, der für seine Hilfsbereitschaft belohnt wird, und einem anderen, der für seinen Egoismus bestraft wird.

## Handlung
Ein Musikant kehrte nachts nach Aachen zurück, nachdem er in einem benachbarten Ort bei einer Hochzeit aufgespielt hatte. Als er am Münster vorbeiging, schlug die Turmuhr Mitternacht. Er hörte Eulengekrächz und Flügelschlagen von Fledermäusen und erinnerte sich mit Schrecken daran, dass eine Quatembernacht war. In diesen Nächten pflegten die Hexen sich zu treffen. Darum beeilte er sich, nach Hause zu kommen. Als er aber auf den Pervisch kam, sah er den ganzen Platz voller festlich gedeckter Tische mit so vielen Kerzen, dass sie den Platz erhellten. In silbernen und goldenen Schüsseln dufteten die herrlichsten Speisen, und in Kristallkannen blinkte der Wein. An den Tischen saßen festlich gekleidete Damen beim Mahl.
Der Musikant versteckte sich in einer Ecke, aber eine der Damen kam auf ihn zu. Sie reichte ihm einen Pokal mit Wein und bat ihn, für sie aufzuspielen. Als er den Wein getrunken hatte, verlor er alle Furcht, griff zu seiner Geige und spielte die schönsten Melodien. Die Tische wurden beiseite geschoben, und die Damen tanzten auf dem nun spiegelglatten Platz. Schließlich bedeutete ihm die Dame, die ihn aufgefordert hatte zu spielen, aufzuhören. Sie trat zu ihm und sagte, er habe ihnen eine angenehme Zeit bereitet und solle nun auch seinen Lohn bekommen. Dabei griff sie auf seinen Rücken und nahm ihm den Höcker ab. Punkt ein Uhr verschwand der ganze Spuk. Der Musikant ging nach Hause, wo er entdeckte, dass seine Jackentaschen mit Gold- und Silbermünzen gefüllt war.
Alle, die ihn kannten, wunderten sich, wie er den Buckel verloren hatte und zu solchem Reichtum gekommen war. Daher musste er seine Geschichte immer wieder erzählen. Ein weiterer Fiedler, der ebenfalls einen Buckel trug, wurde neidisch. Er hielt sich für einen viel besseren Musiker als der von seinem Buckel befreite und meinte, er müsse dafür auch besser belohnt werden. So übte er wochenlang die schönsten Melodien. In der nächsten Quatembernacht ging er um Mitternacht zum Pervisch und sah dieselbe Szene wie sein Kollege.
Auch er wurde von einer der Damen zum Spielen aufgefordert. Aber die fröhlichsten Melodien schlugen ihm in Trauerlieder um, und die Damen bewegten sich nur schleppend über das Parkett. Schließlich konnte er gar nicht mehr weiterspielen. Er forderte nun von der Dame, die den Vorsitz führte, seine Belohnung. Die griff in eine silberne Schüssel, holte den Höcker des ersten Musikanten heraus und setzte ihn dem neidischen Kollegen zusätzlich auf. Die Uhr schlug eins, und der Spuk verschwand. So trug der Musikant nun zwei Buckel und diente allen in Aachen als Warnzeichen dafür, was Neid und Dünkel für Strafen nach sich ziehen können.

## Überlieferung
Die Erzählung ist unter anderem in folgenden Sammlungen überliefert:
- Alfred von Reumont: Aachens Liederkranz und Sagenwelt, 1829[2]
- Alfred von Reumont: Rheinlands Sagen, Geschichten und Legenden, 1837[3]
- Ludwig Bechstein: Deutsches Sagenbuch, 1853[4]
- Joseph Müller: Aachens Sagen und Legenden, 1858[5]
- Johann Georg Theodor Grässe: Sagenbuch des Preußischen Staates, Band 2, Glogau 1871[6]

## Weiterverarbeitung
Die Erzählung wurde gemeinsam mit Die Mobesin in der Kinderoper Die Gräfin Mobesin oder die beiden buckligen Fiedler und die Zauberfrauen von Aachen verarbeitet.